# Dear Agony
Dear Agony —en español: «Querida Agonía»— es el cuarto álbum de estudio de la banda estadounidense de Metal alternativo Breaking Benjamin. Fue lanzado el 29 de septiembre de 2009. Una edición de Best Buy y una versión japonesa del álbum también fueron lanzados, ambas con contenido extra. 
Este es el último álbum que contiene trabajos de todos los miembros destacados de la banda, excepto Ben Burnley debido a los problemas legales entre Burnley y los dos miembros Aaron Fink y Mark Klepaski durante 2011, y el baterista Chad Szeliga saliendo en 2013 por diferencias creativas.

## Historia
Breaking Benjamin comenzó a escribir Dear Agony durante el 2008. El proceso de grabación se inició en septiembre, que da lugar a su lanzamiento un año después. La portada del álbum es una resonancia magnética de la cabeza de Benjamin Burnley. Ben ha citado Dear Agony como el primer álbum que ha escrito sobrio. Después del lanzamiento del álbum que entró en el Billboard 200 Chart en #4, venta de alrededor de 134.000 copias en su primera semana, poco más que Phobia, también encabezó las listas de iTunes descarga en la primera semana de su lanzamiento. Al 16 de febrero de 2010, "Dear Agony" ha sido certificado Oro por la RIAA. La canción "Lights Out" se utilizó para promover el juego Halo Reach.

## Promoción
El 23 de septiembre de 2009, Breaking Benjamin lanzó un Videojuego de navegador en línea, construido a partir de Adobe Flash, que es una parodia de Altered Beast, ciertamente titulado "Altered Benjamin." El juego contiene tres niveles, los mismos del original, excepto el jugador que controla al vocalista Ben y los tres jefes a cada uno de los otros miembros de la banda, respectivamente. El juego también cuenta con el debut de las canciones "Fade Away" y "Crawl".
La edición limitada de copias de Dear Agony adquirida en Best Buy también incluye un DVD extra que ofrece seis videos musicales de la banda, incluyendo una versión inédita del video de "I Will Not Bow". La versión en el DVD de la banda es única y no contiene imágenes de la película Surrogates, a diferencia de la versión principal publicado en línea.
El 29 de septiembre de 2009, "I Will Not Bow " fue lanzado como una canción descargable para el juego de video Rock Band y Rock Band 2. El 16 de febrero de 2010, "Give Me A Sign", "Until The End" y "Sooner or Later" fueron lanzados como contenido descargable para Guitar Hero 5.

## Sencillos
"I Will Not Bow" fue lanzado a la venta el 31 de agosto como primer sencillo del álbum. Fue lanzado a la radio y a la página MySpace de la banda el 11 de agosto de 2009 en lugar de la fecha prevista que era 17 de agosto de 2009, debido a una fuga por la estación de radio de su ciudad natal, WBSX. Este sencillo aparece en la película Surrogates, con el video musical con escenas de la película. El 13 de noviembre de 2009, el video oficial de "I Will Not Bow " fue lanzado en YouTube. Esta versión no contienen escenas de la película Surrogates.
"Give Me a Sign " fue lanzado como un sencillo a la radio el 5 de enero de 2010. El video musical fue lanzado el 10 de marzo de 2010 A través del sitio web de MySpace de la banda y también en Vevo.
De acuerdo con AOL Radio Blog y Rawkpit.com, "Lights Out" fue anunciado como el tercer sencillo y fue transmitido a la radio el 15 de junio, de acuerdo con todos los accesos.

## Lista de canciones
| N.º | Título                 | Escritor(es)                 | Duración |  |
| 1.  | «Fade Away»            | Benjamin Burnley             | 3:16     |  |
| 2.  | «I Will Not Bow»       | Benjamin Burnley/Jasen Rauch | 3:36     |  |
| 3.  | «Crawl»                | Benjamin Burnley             | 3:58     |  |
| 4.  | «Give Me a Sign»       | Benjamin Burnley             | 4:17     |  |
| 5.  | «Hopeless»             | Benjamin Burnley/Jasen Rauch | 3:19     |  |
| 6.  | «What Lies Beneath»    | Benjamin Burnley             | 3:34     |  |
| 7.  | «Anthem of the Angels» | Benjamin Burnley             | 4:02     |  |
| 8.  | «Lights Out»           | Benjamin Burnley/Jasen Rauch | 3:33     |  |
| 9.  | «Dear Agony»           | Benjamin Burnley             | 4:18     |  |
| 10. | «Into the Nothing»     | Benjamin Burnley             | 3:43     |  |
| 11. | «Without You»          | Benjamin Burnley/Jasen Rauch | 4:16     |  |

### Versión Japonesa
| Japanese version bonus tracks |                                     |                              |          |  |
| N.º                           | Título                              | Escritor(es)                 | Duración |  |
| 12.                           | «Without You (Versión Acústica)»    | Benjamin Burnley/Jasen Rauch | 3:42     |  |
| 13.                           | «Give Me a Sign (Versión Acústica)» | Benjamin Burnley             | 4:16     |  |

### Versión Zune
| Zune version bonus track |                                     |                  |          |  |
| N.º                      | Título                              | Escritor(es)     | Duración |  |
| 12.                      | «Blow Me Away (Versión Soundtrack)» | Benjamin Burnley | 3:26     |  |

## Créditos
- Benjamin Burnley - Voz, guitarra rítmica
- Aaron Fink - Guitarra principal
- Mark Klepaski - Bajo/guitarra
- Chad Szeliga - Batería

- Datos: Q2310518